# Boismont (Meurthe-et-Moselle)
Boismont is een gemeente in het Franse departement Meurthe-et-Moselle (regio Grand Est) en telt 455 inwoners (2004).
De gemeente maakt deel uit van het arrondissement Briey en sinds begin 2015 van het kanton Mont-Saint-Martin. Daarvoor hoorde het bij het kanton Villerupt in hetzelfde arrondissement.

## Geografie
De oppervlakte van Boismont bedraagt 5,5 km², de bevolkingsdichtheid is 82,7 inwoners per km².
De onderstaande kaart toont de ligging van Boismont (Meurthe-et-Moselle) met de belangrijkste infrastructuur en aangrenzende gemeenten.

## Demografie
Onderstaande figuur toont het verloop van het inwonertal (bron: INSEE-tellingen).